# Kreuzbühl (Schnaittach)
Kreuzbühl ist ein Gemeindeteil des Marktes Schnaittach im Landkreis Nürnberger Land (Mittelfranken, Bayern). Kreuzbühl liegt in der Gemarkung Osternohe.

## Lage
Das Dorf bildet mit Waizmannsdorf im Westen und Osternohe im Osten eine geschlossene Siedlung. Diese liegt am Osternoher Bach inmitten der Hersbrucker Alb. Sie ist von den Anhöhen Pfaffenschlag (520 m ü. NHN), Hienberg (550 m ü. NHN), Weßlberg (544 m ü. NHN) und Altenberg (555 m ü. NHN) umgeben. Die Kreisstraße LAU 10 führt nach Waizmannsdorf (0,1 km westlich) bzw. nach Osternohe (0,3 km östlich).

## Geschichte
Mit dem Gemeindeedikt wurde Kreuzbühl im Jahr 1808 dem Steuerdistrikt Osternohe und der Ruralgemeinde Osternohe zugewiesen. Im Zuge der Gebietsreform in Bayern wurde Kreuzbühl am 1. Juli 1971 nach Schnaittach eingemeindet.